# 개비 파히누이
개비 파히누이(Gabby Pahinui, 1921년 4월 22일 ~ 1980년 10월 13일, Philip Kunia Pahinui, 본명: Charles Kapono Kahahawai Jr.)는 하와이의 포크 싱어로서, 전통적인 창법과 슬랙 키 기타로 유명하다.
슬랙 키란 각자가 자유로운 튜닝으로 연주를 하는 것으로 19세기부터 발달한 하와이의 독특한 기타 주법이다.  그는 코나(하와이섬) 출신으로, 자신이 익힌 기술은 모두 할머니로부터 배운 것이었다. 매우 소박한 존재이기 때문에, 일반적으로는 별로 알려져 있지 않다.  허스키한 목소리와 소탈한 느낌으로 옛노래를 부르는 그는 현대의 '하와이 음유시인'이라 하겠으며, 훌라의 정수(精髓)를 강력하게 호소한 소울풀한 가수였다.